# Linley Frame
Pour les articles homonymes, voir Frame.
Linley Margaret Frame, née le 12 novembre 1971 à Melbourne, est une nageuse australienne.

## Palmarès
- Championnats du monde
  - Perth 1991
    -  Médaille d'or sur 100 mètres brasse
    -  Médaille d'argent sur 200 mètres brasse
    -  Médaille d'argent sur le relais 4 × 100 mètres quatre nages

- Championnats du monde en petit bassin
  - Palma de Majorque 1993
    -  Médaille d'argent sur 100 mètres brasse
    -  Médaille d'argent sur le relais 4 × 100 mètres quatre nages

  - Rio de Janeiro 1995
    -  Médaille de bronze sur 100 mètres brasse

- Championnats pan-pacifiques
  - Edmonton 1991
    -  Médaille d'or sur 100 mètres brasse
    -  Médaille d'argent sur le relais 4 × 100 mètres quatre nages